# Football Club Mantes

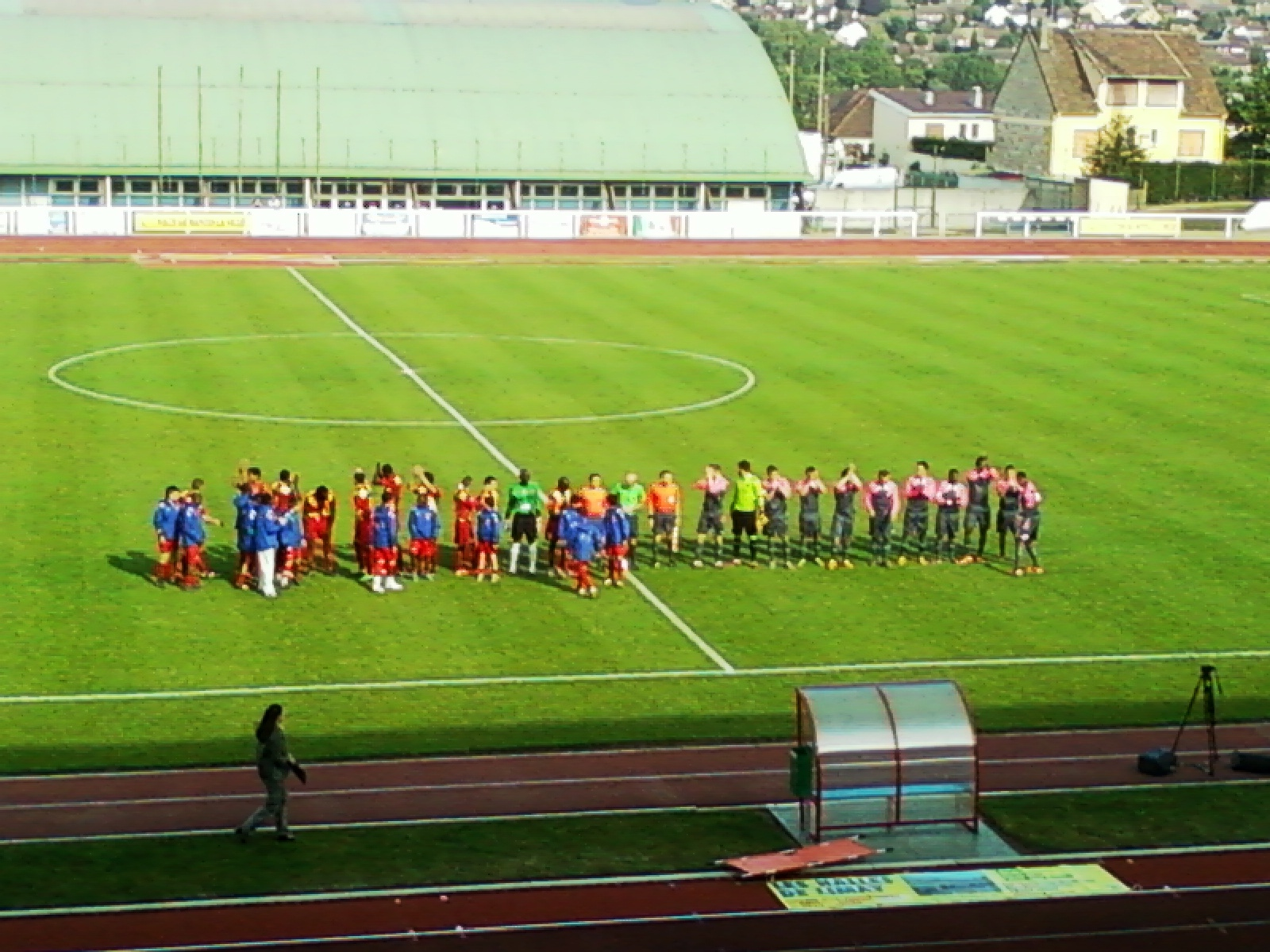
Presentación de los equipos durante el partido FC Mantois 78 - RC Lens B el 7 de mayo de 2011 en el estadio Aimé-Bergeal

El Football Club Mantois 78, también conocido como FC Mantes por la ciudad de origen, es un equipo de fútbol de Francia que juega en el Championnat National 3, la quinta división de fútbol del país.

## Historia
Fue fundado en el año 1994 en la ciudad de Mantes y es el sucesor del AC de Mantes-la-Ville, el cual jugó en la CFA en 1968 y más tarde en la Ligue 2 antes de su caída hasta la Sexta División de Francia. En 1994 se fusionaron con el AS Mantes y el AS Buchelay para formar al equipo actual.

## Jugadores

### Jugadores destacados
- Jean-François Beltramini
- Amara Diané
- Moussa Sow
- Yann M'Vila
- Opa Nguette